# Чемпионат мира по футболу среди юношеских команд 2001
9-й чемпионат мира по футболу среди юношеских команд проходил на Тринидаде и Тобаго с 13 по 30 сентября 2001. В турнире приняли участие 16 команд, составленных из игроков, родившихся не раньше 1 января 1984 года.

## Города и стадионы
- Порт-оф-Спейн — 27000 зрителей
- Баколет — 7500 зрителей
- Кува — 10000 зрителей
- Малабар — 10000 зрителей
- Марабелья — 10000 зрителей

## Квалификация
| Конфедерация | Отборочный турнир                                         | Сборные                     |
| ------------ | --------------------------------------------------------- | --------------------------- |
| АФК          | Чемпионат Азии по футболу 2000 (юноши до 17 лет)          | Оман Иран Япония            |
| КАФ          | Чемпионат Африки по футболу среди юношеских команд 2001   | Нигерия Буркина-Фасо Мали   |
| КОНКАКАФ     | Страна-организатор                                        | Тринидад и Тобаго           |
| КОНКАКАФ     | Чемпионат КОНКАКАФ среди юношеских команд 2001            | США Коста-Рика              |
| КОНМЕБОЛ     | Чемпионат Южной Америки по футболу 2001 (юноши до 17 лет) | Бразилия Аргентина Парагвай |
| ОФК          | Чемпионат Океании по футболу среди юношеских команд 2001  | Австралия                   |
| УЕФА         | Чемпионат Европы по футболу 2001 (юноши до 16 лет)        | Испания Франция Хорватия    |

## Групповой этап
- Время указано местное.

### Группа А
| Команда           | И | В | Н | П | ГЗ | ГП | +/- | О |
| ----------------- | - | - | - | - | -- | -- | --- | - |
| Бразилия          | 3 | 3 | 0 | 0 | 10 | 2  | +8  | 9 |
| Австралия         | 3 | 2 | 0 | 1 | 5  | 1  | +4  | 6 |
| Хорватия          | 3 | 1 | 0 | 2 | 3  | 8  | -5  | 3 |
| Тринидад и Тобаго | 3 | 0 | 0 | 3 | 2  | 9  | -7  | 0 |

| Тринидад и Тобаго | 1:2           | Хорватия                       |
| ----------------- | ------------- | ------------------------------ |
| Нкоси Блэкмен 57′ | Отчёт о матче | Кранчар 43′ (пен.), 67′ (пен.) |

| Австралия | 0:1           | Бразилия           |
| --------- | ------------- | ------------------ |
|           | Отчёт о матче | Андерсон Коста 76′ |

| Тринидад и Тобаго | 0:1           | Австралия       |
| ----------------- | ------------- | --------------- |
|                   | Отчёт о матче | Фред Аджиус 55′ |

| Хорватия       | 1:3           | Бразилия                                                 |
| -------------- | ------------- | -------------------------------------------------------- |
| Деян Прийич 6′ | Отчёт о матче | Бруно Мораес 7′ · Леандро Бонфим 57′ · Каэтано Калил 77′ |

| Бразилия                                                                                   | 6:1           | Тринидад и Тобаго |
| ------------------------------------------------------------------------------------------ | ------------- | ----------------- |
| Рикардо Мальцони 7′ · Каэтано Калил 16′, 41′, 59′ · Джеймс 36′ (авт.) · Жуниор Кариока 88′ | Отчёт о матче | Джерол Форбс 61′  |

| Хорватия | 0:4           | Австралия                                   |
| -------- | ------------- | ------------------------------------------- |
|          | Отчёт о матче | Терри Смит 37′ · Энтони Дензе 40′, 46′, 66′ |

### Группа B
| Команда | И | В | Н | П | ГЗ | ГП | +/- | О |
| ------- | - | - | - | - | -- | -- | --- | - |
| Нигерия | 3 | 3 | 0 | 0 | 8  | 1  | +7  | 9 |
| Франция | 3 | 2 | 0 | 1 | 11 | 6  | +5  | 6 |
| Япония  | 3 | 1 | 0 | 2 | 2  | 9  | -7  | 3 |
| США     | 3 | 0 | 0 | 3 | 3  | 8  | -5  | 0 |

| США | 0:1           | Япония        |
| --- | ------------- | ------------- |
|     | Отчёт о матче | Ютаро Абэ 43′ |

| Франция            | 1:2           | Нигерия                             |
| ------------------ | ------------- | ----------------------------------- |
| Синама-Понголь 87′ | Отчёт о матче | Кариму Шайбу 24′ · Виктор Браун 75′ |

| Япония | 0:4           | Нигерия                                                                  |
| ------ | ------------- | ------------------------------------------------------------------------ |
|        | Отчёт о матче | Кариму Шайбу 35′ · Опабунми 39′ · Виктор Браун 83′ · Темиле 90+1′ (пен.) |

| США                                               | 3:5           | Франция                                                     |
| ------------------------------------------------- | ------------- | ----------------------------------------------------------- |
| Маги 19′ · Жулио Коломбо 28′ (авт.) · Джонсон 75′ | Отчёт о матче | Синама-Понголь 4′, 60′, 65′ · Самюэль Пьетр 31′ · Мегни 48′ |

| Нигерия                           | 2:0           | США |
| --------------------------------- | ------------- | --- |
| Кариму Шайбу 32′ · Мозес Аюба 58′ | Отчёт о матче |     |

| Япония  | 1:5           | Франция                                                             |
| ------- | ------------- | ------------------------------------------------------------------- |
| Яно 67′ | Отчёт о матче | Самюэль Пьетр 11′ · Синама-Понголь 13′, 54′, 57′ · Стефан Друан 15′ |

### Группа C
| Команда      | И | В | Н | П | ГЗ | ГП | +/- | О |
| ------------ | - | - | - | - | -- | -- | --- | - |
| Аргентина    | 3 | 2 | 1 | 0 | 9  | 4  | +5  | 7 |
| Буркина-Фасо | 3 | 1 | 2 | 0 | 4  | 3  | +1  | 5 |
| Испания      | 3 | 1 | 0 | 2 | 4  | 6  | -2  | 3 |
| Оман         | 3 | 0 | 1 | 2 | 2  | 6  | -4  | 1 |

| Оман                  | 1:2           | Испания                     |
| --------------------- | ------------- | --------------------------- |
| Мохамед аль-Хинай 22′ | Отчёт о матче | Ф. Торрес 50′ · Ме́лли 90+2′ |

| Аргентина                            | 2:2           | Буркина-Фасо                |
| ------------------------------------ | ------------- | --------------------------- |
| Корреа 2′ · Макси Лопес 90+2′ (пен.) | Отчёт о матче | Сану 22′ · Энош Кономбо 79′ |

| Испания | 0:1           | Буркина-Фасо    |
| ------- | ------------- | --------------- |
|         | Отчёт о матче | Сану 41′ (пен.) |

| Оман | 0:3           | Аргентина                                           |
| ---- | ------------- | --------------------------------------------------- |
|      | Отчёт о матче | Макси Лопес 10′ · Тевес 37′ · Уго Коласе 52′ (пен.) |

| Буркина-Фасо          | 1:1           | Оман                  |
| --------------------- | ------------- | --------------------- |
| Абдулазиз Никьема 22′ | Отчёт о матче | Мохамед аль-Хинай 33′ |

| Испания                       | 2:4           | Аргентина                                                                 |
| ----------------------------- | ------------- | ------------------------------------------------------------------------- |
| Гильем Бауса 23′ · Сенель 30′ | Отчёт о матче | Уго Коласе 3′ (пен.) · Макси Лопес 57′ · Сабалета 72′ · Маркос Агирре 83′ |

### Группа D
| Команда    | И | В | Н | П | ГЗ | ГП | +/- | О |
| ---------- | - | - | - | - | -- | -- | --- | - |
| Коста-Рика | 3 | 2 | 0 | 1 | 5  | 2  | +3  | 6 |
| Мали       | 3 | 2 | 0 | 1 | 4  | 2  | +2  | 6 |
| Парагвай   | 3 | 2 | 0 | 1 | 5  | 6  | -1  | 6 |
| Иран       | 3 | 0 | 0 | 3 | 2  | 6  | -4  | 0 |

| Мали                 | 1:2           | Парагвай                               |
| -------------------- | ------------- | -------------------------------------- |
| Ален Клод Траоре 76′ | Отчёт о матче | Блас Лопес 52′ · Альдо Хара 86′ (пен.) |

| Иран | 0:2           | Коста-Рика                        |
| ---- | ------------- | --------------------------------- |
|      | Отчёт о матче | Армандо Алонсо 51′ · Асофейфа 76′ |

| Парагвай | 0:3           | Коста-Рика                             |
| -------- | ------------- | -------------------------------------- |
|          | Отчёт о матче | Армандо Алонсо 75′, 84′ · Асофейфа 82′ |

| Мали                | 1:0           | Иран |
| ------------------- | ------------- | ---- |
| Бакари Кулибали 38′ | Отчёт о матче |      |

| Коста-Рика | 0:2           | Мали                                    |
| ---------- | ------------- | --------------------------------------- |
|            | Отчёт о матче | Бакари Кулибали 20′ · Дрисса Диарра 33′ |

| Парагвай                                     | 3:2           | Иран                         |
| -------------------------------------------- | ------------- | ---------------------------- |
| Андрес Перес Матто 19′, 42′ · Альдо Хара 66′ | Отчёт о матче | Мансур Ахмадзадех 81′, 90+3′ |

## Плей-офф
|  | Четвертьфиналы             | Четвертьфиналы       |                            |              | Полуфиналы        | Полуфиналы        |  |  | Финал                      | Финал |
|  |                            |                      |                            |              |                   |                   |  |  |                            |       |
|  | 2001-09-23 - Порт-оф-Спейн |                      |                            |              |                   |                   |  |  |                            |       |
|  |                            |                      |                            |              |                   |                   |  |  |                            |       |
|  | Бразилия                   | 1                    |                            |              |                   |                   |  |  |                            |       |
|  | Бразилия                   | 1                    | 2001-09-27 - Порт-оф-Спейн |              |                   |                   |  |  |                            |       |
|  | Франция                    | 2                    |                            |              |                   |                   |  |  |                            |       |
|  | Франция                    | 2                    | Франция                    | 2            |                   |                   |  |  |                            |       |
|  | 2001-09-24 - Марабелья     |                      | Франция                    | 2            |                   |                   |  |  |                            |       |
|  |                            | Аргентина            | 1                          |              |                   |                   |  |  |                            |       |
|  | Аргентина (д. в.)          | Аргентина            | 1                          | 2            |                   |                   |  |  |                            |       |
|  | Аргентина (д. в.)          |                      | 2001-09-30 - Порт-оф-Спейн | 2            |                   |                   |  |  |                            |       |
|  | Мали                       | 1                    |                            |              |                   |                   |  |  |                            |       |
|  | Мали                       | 1                    | Франция                    | 3            |                   |                   |  |  |                            |       |
|  | 2001-09-23 - Порт-оф-Спейн |                      | Франция                    | 3            |                   |                   |  |  |                            |       |
|  |                            | Нигерия              | 0                          |              |                   |                   |  |  |                            |       |
|  | Нигерия                    | Нигерия              | 0                          | 5            |                   |                   |  |  |                            |       |
|  | Нигерия                    | 2001-09-27 - Малабар |                            | 5            |                   |                   |  |  |                            |       |
|  | Австралия                  | 1                    |                            |              |                   |                   |  |  |                            |       |
|  | Австралия                  | 1                    | Нигерия                    | 1            | Матч за 3-е место | Матч за 3-е место |  |  |                            |       |
|  | 2001-09-24 - Марабелья     |                      | Нигерия                    | 1            | Матч за 3-е место | Матч за 3-е место |  |  |                            |       |
|  |                            | Буркина-Фасо         | 0                          |              |                   |                   |  |  |                            |       |
|  | Коста-Рика                 | Буркина-Фасо         | 0                          | 0            | Аргентина         | 0                 |  |  |                            |       |
|  | Коста-Рика                 |                      |                            | 0            | Аргентина         | 0                 |  |  |                            |       |
|  | Буркина-Фасо               | 2                    |                            | Буркина-Фасо | 2                 |                   |  |  |                            |       |
|  | Буркина-Фасо               | 2                    |                            |              | 2                 |                   |  |  |                            |       |
|  |                            |                      |                            |              |                   |                   |  |  | 2001-09-30 - Порт-оф-Спейн |       |
|  |                            |                      |                            |              |                   |                   |  |  |                            |       |

### Четвертьфинал
| Бразилия     | 1:2           | Франция                            |
| ------------ | ------------- | ---------------------------------- |
| Алберони 70′ | Отчёт о матче | Синама-Понголь 38′ · Ле Таллек 40′ |

| Нигерия                                                            | 5:1           | Австралия        |
| ------------------------------------------------------------------ | ------------- | ---------------- |
| Опабунми 24′ (пен.), 69′, 79′ · Сулейман Мохаммед 81′ · Темиле 85′ | Отчёт о матче | Мэтью Инджел 86′ |

| Аргентина                               | 2:1 (доп. вр.) | Мали              |
| --------------------------------------- | -------------- | ----------------- |
| Гонсало Родригес 38′ · Мауро Фанари 96′ | Отчёт о матче  | Дрисса Диарра 35′ |

| Коста-Рика | 0:2           | Буркина-Фасо               |
| ---------- | ------------- | -------------------------- |
|            | Отчёт о матче | Поль Горого 56′ · Сану 84′ |

### Полуфинал
| Франция                          | 2:1           | Аргентина |
| -------------------------------- | ------------- | --------- |
| Ле Таллек 56′ · Жереми Берто 58′ | Отчёт о матче | Тевес 49′ |

| Нигерия            | 1:0           | Буркина-Фасо |
| ------------------ | ------------- | ------------ |
| Опабунми 4′ (пен.) | Отчёт о матче |              |

### Матч за 3-е место
| Аргентина | 0:2           | Буркина-Фасо                       |
| --------- | ------------- | ---------------------------------- |
|           | Отчёт о матче | Поль Горого 30′ · Энош Кономбо 78′ |

### Финал
| Франция                                                | 3:0           | Нигерия |
| ------------------------------------------------------ | ------------- | ------- |
| Синама-Понголь 34′ · Ле Таллек 53′ · Самюэль Пьетр 81′ | Отчёт о матче |         |